# Echinorhynchus taeniaeforme
Echinorhynchus taeniaeforme är en hakmaskart som beskrevs av Otto Friedrich Bernhard von Linstow 1890. Echinorhynchus taeniaeforme ingår i släktet Echinorhynchus och familjen Echinorhynchidae. Inga underarter finns listade i Catalogue of Life.